# Луций Корнелий Сизенна
Лу́ций Корне́лий Сизе́нна (лат. Lucius Cornelius Sisenna; родился не позднее 118 года до н. э. — умер в 67 году до н. э., Крит, Киренаика, Римская республика) — древнеримский историк и политический деятель из рода Корнелиев Сизенн, претор 78 года до н. э. Его главная работа — «История» — повлияла на развитие римской историографии, однако до наших дней сохранилась лишь во фрагментах.

## Биография

### Происхождение игражданская карьера
Луций происходил из неименитого рода Корнелиев Сизенн — ветви патрицианских Корнелиев, — представители которого впервые достигли курульных магистратур в 183 году до н. э.
Во время гражданских войн 80-х годов I века до н. э. Луций Корнелий был сторонником своего тёзки, ставшего впоследствии бессрочным диктатором Рима. В 78 году до н. э. Сизенна исполнял обязанности претора, совмещая ведение судебных дел римских и неримских граждан (лат. praetor urbanus et peregrinus). После претуры был наместником; предположительно, управлял Сицилией. В 70 году до н. э. он выступал в качестве защитника на процессе Гая Верреса. Во время войны Гнея Помпея Магна с пиратами служил у него легатом, в зону его ответственности входили Пелопоннес, Аттика, Эвбея, Фессалия, Македония и Беотия: будущий триумвир направил его с поручением на остров Крит, где Сизенна заболел и умер.

### Литературная деятельность
Ближе к концу жизни Сизенна написал сочинение «История» на латинском языке. Оно состояло по крайней мере из 12 книг. В этой работе описывались события, которые примерно соответствовали жизни Сизенны. Так, в 1-й книге велось повествование о событиях Союзнической войны, хотя там же содержались рассказы о далёком мифическом прошлом (скорее всего, как предисловие). В его сочинении содержались, в частности, речи, батальные сцены, этнографические экскурсы, записи о снах известных лиц и предзнаменованиях.
Стиль Сизенны отличается от римских историков-анналистов иной компоновкой материала, применением изысканного и возвышенного азианского стиля, а от всех современников — обильным использованием архаизмов и неологизмов. Сизенна нередко применяет неупотребительные слова и редкие наречия с суффиксом -im/-tim. Современники Сизенны отмечали, что наибольшее влияние на него оказал греческий историк Клитарх. Сизенна осмысливал действительность в духе эпикурейства, критиковал мифические представления.
В античную эпоху Сизенна пользовался большим влиянием. Наибольшее влияние он оказал на Гая Саллюстия Криспа. Саллюстий высоко отзывался об историческом мастерстве Сизенны, однако критиковал его предвзятость. Ещё в древнегреческой историографии существовала традиция продолжать описание событий с того момента, когда закончилось повествование у предшественника. Поэтому предполагается, что работа Сизенны была продолжением исторического труда Семпрония Азеллиона, а работу Сизенны продолжил Саллюстий. Марк Туллий Цицерон высоко оценивал Сизенну как историка, но считал его слабым оратором, а стиль его сочинений называл близким к ребяческому. Марк Теренций Варрон сделал Сизенну одним из главных действующих лиц в своём трактате «Об истории». Его знали Ливий, Веллей Патеркул, Тацит. Кроме того, его сведения использовал Авл Геллий. Долгое время сочинение Сизенны оставалось главным источником для эпохи Суллы. До наших дней сохранилось 137 фрагментов, большинство которых записал грамматик IV века Ноний Марцелл.
Кроме написания «Истории», Сизенна также перевёл эротические «Милетские рассказы» Аристида Милетского с древнегреческого на латинский язык.